# عين حلاقيم
عين حلاقيم بلدة سورية ومركز ناحية عين حلاقيم تتبع منطقة مصياف في محافظة حماة. بلغ عدد سكانها 1,216 نسمة في عام 2004 حسب إحصاء المكتب المركزي للإحصاء.
تعتبر القرية ملتقى طرق بين ثلاث محافظات حماة و حمص و طرطوس وتمتاز بجوها المعتدل صيفاً والبارد شتاءً.

## الثقافة والتعليم والخدمات
يوجد في عين حلاقيم مدارس لكافة المراحل الدراسية، مدرسة واحدة تعليم أساسي حلقة أولى، ومدرسة ثانية حلقة ثانية وثالثة ثانوية عامة، ويوجد مركز ثقافي ومركز هاتف آلي إضافة لوجود مستوصف صحي، والوحدة الإرشادية الزراعية بالإضافة إلى وحدة زراعية داعمة وجمعية فلاحية.

## النشاط الاقتصادي
تشتهر عين حلاقيم بشكل مميز بتربية النحل بشكل رئيسي يوجد حوالي 10 آلاف خلية نحل في القرية ويوجد 200 مربي للنحل، ويبلغ إنتاج العسل 70 طن سنويا ويباع للتجار الذين بدورهم يسوقون العسل في داخل سوريا ويصدر للخارج ويعروف بجودته، ويقام سنويا مهرجان العسل ويقام عادة في شهر أغسطس من كل عام كما أقيم العام الماضي بين 13 و18 شهر آب في 2009 وكان مميزا على مستوى سوريا، إضافة لتربية النحل وتجارة العسل تنتشر زراعة الأشجار المثمرة مثل التفاح وغيره.

## الطبيعة والمناخ
الطبيعة جميلة خضراء ومناظر خلابة، والمناخ معتدل صيفا وبارد شتاءً. توجد عدة ينابيع ذات مياه غزيرة، ويوجد نبع غزير جدا.

## الموقع الجغرافي
بالقرب من مصياف وتعتبر ملتقى ثلاث محافظات طرطوس و حماة و حمص وهي متساوية البعد عن مراكز المحافظات الثلاث تقريبا. يصل لها من طريق حماه - عقرب - عين حلاقيم ومن طريق حمص - عقرب - عين حلاقيم ولكن أسهل الطرق وأقربها مصياف - الملزق - عين حلاقيم.
يوجد 15 سرفيس تربط القرية بمصياف، وتعتبر عين حلاقيم مركز ناحية فيوجد فيها مخفر الناحية والذي يتبع له عده قرى مجاورة هاتف 715105.
إجمالي الهجرة الداخلية والخارجية يصل إلى 2000 نسمة وأغلبها هجرة داخلية بسبب العمل الوظيفي، لكن في فترة الصيف يعود أبناء القرية إلى قريتهم للاصطياف
ستبدأ البلدية في مشروع رصف مدخل القرية وسيتم إنجاز الدراسة اللازمة لشق طريق بعرض 10 أمتار وبطول 1 كم من قبل البلدية ومديرية الخدمات الفنية.
شقّت طرق زراعية بالعمل الشعبي بطول 6 كم وسيتم تنفيذ المشروع من قبل مديرية الخدمات الفنية.

## وصلات خارجية
- الوحدات الإدارية في محافظة حماة نسخة محفوظة 18 أبريل 2019 على موقع واي باك مشين.